# Suecofilia

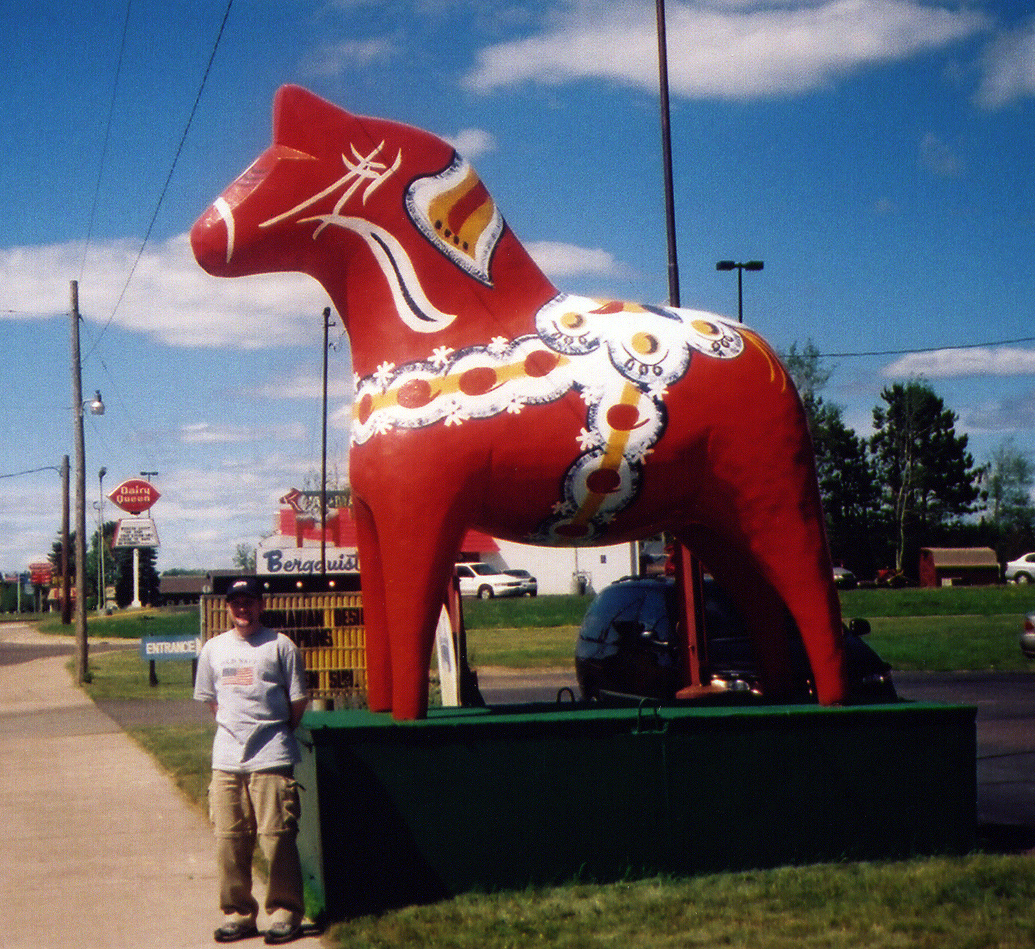
Um cavalo de Dalarna, um símbolo tradicional para a cultura popular sueca, em Cloquet, Minnesota.

Um Suecófilo é alguém com um grande interesse na cultura sueca e na língua sueca. O termo é usado com mais frequência quando esse interesse é demonstrado por um não-Sueco. Uma ortografia alternativa é Svecófilo.
Na debate sobre linguas na Finlândia nos séculos XIX e XX, o Movimento Svekoman foi o nome daqueles que preferiram o idioma sueco ao idioma finlandês. A palavra Suecófilo no entanto é mais utilizada em circunstâncias não-políticas.
Uma Suecófilo americano muito conhecido do século 19 foi William W. Thomas Jr., que foi o diplomata norte-americano na Suécia e escreveu o livro Sweden and the Swedes (a Suécia e os Suecos) em 1892. Promoveu uma melhor compreensão e resultados no sentido de suecos imigrarem para os Estados Unidos durante o século XIX.